# Alexandru Bălintescu
Alexandru Bălintescu (n. 9 ianuarie 1920, comuna Costești, județul Vâlcea- d. noiembrie 1990, Râmnicu Vâlcea, județul Vâlcea) a fost un istoric și arhivist român. 

## Viața și activitatea
Alexandru Bălintescu s-a născut la 9 ianuarie 1920 în comuna Costești, județul Vâlcea, fiu al lui Alexandru și Mariei Bălintescu. Situația familiei sale a fost una precară fapt ce a determinat întreruperea și reluarea succesivă în diverse locuri a studiilor superioare. În 1932 se înscrie la Liceul „Alexandru Lahovari” din Râmnicu-Vâlcea, dar va renunța pe parcurs. În 1934 se înscrie la zi la Liceul „Radu Greceanu” din Slatina. Între 1935-1937 va studia la liceul de băieți din Satu Mare, urmând a reveni în Slatina în 1937 pentru finalizarea studiilor. În 1940 se înscrie la Facultatea de Litere și Filosofie din București. 
După terminarea facultății, în anul următor (1946) aplică pentru ocuparea locului de paleograf la Direcția Generală a Arhivelor. Va fi pe rând paleograf, arhivist și arhivist principal. Un rol definitoriu în parcursul său profesional l-a avut prietenia cu Aurelian Sacerdoțeanu, directorul Direcției Generale a Arhivelor Statului. Astfel că, în 1951 Alexandru Bălintescu pune bazele Secției Regionale a Arhivelor Statului Râmnicu-Vâlcea. În 1953 devine director al Arhivelor Statului din Craiova, funcție pe care o ocupă până în 1972. Din 1972 el decide să se reîntoarcă la Râmnicu-Vâlcea, de data aceasta ocupând poziția de muzeograf principal la Muzeul Județean Vâlcea, până la pensionarea sa în 1982.
Contribuțiile sale cele mai importante au privit domeniul arhivisticii (publicarea de cataloage de documente, editare de documente etc.). Adițional interesului dovedit față de instrumentele de lucru, Alexandru Bălintescu s-a mai ocupat și de studii privind istoria Olteniei.
Activitatea sa culturală nu s-a rezumat doar la simplele publicații de specialitate. Visul său de o viață, împlinit în 1970, a fost acela de a deschide în satul său natal, Costești, un muzeu. Bazele le pune în anul menționat prin inaugurarea Colecției de Artă din Căminul Cultural Costești. În 1974 colecția devine o secție a Muzeului Județean Vâlcea. 

## Opera
O parte din lucrările cele mai importante ale istoricului: 
- Documente noi în legătură cu răscoala poporului de sub conducerea lui Tudor Vladimirescu, Craiova, 1954, 82 p.
- Meșteșugari și neguțători din trecutul Craiovei, București, 1957, 374 p.
- Problema țărănească în Oltenia în secolul al XIX-lea, București, 1967, 605 p.
- Arhiva generalului Gheorghe Magheru. Catalog de documente, 1582-1880, București, 1968, 178 p.